# Noah Haynes Swayne

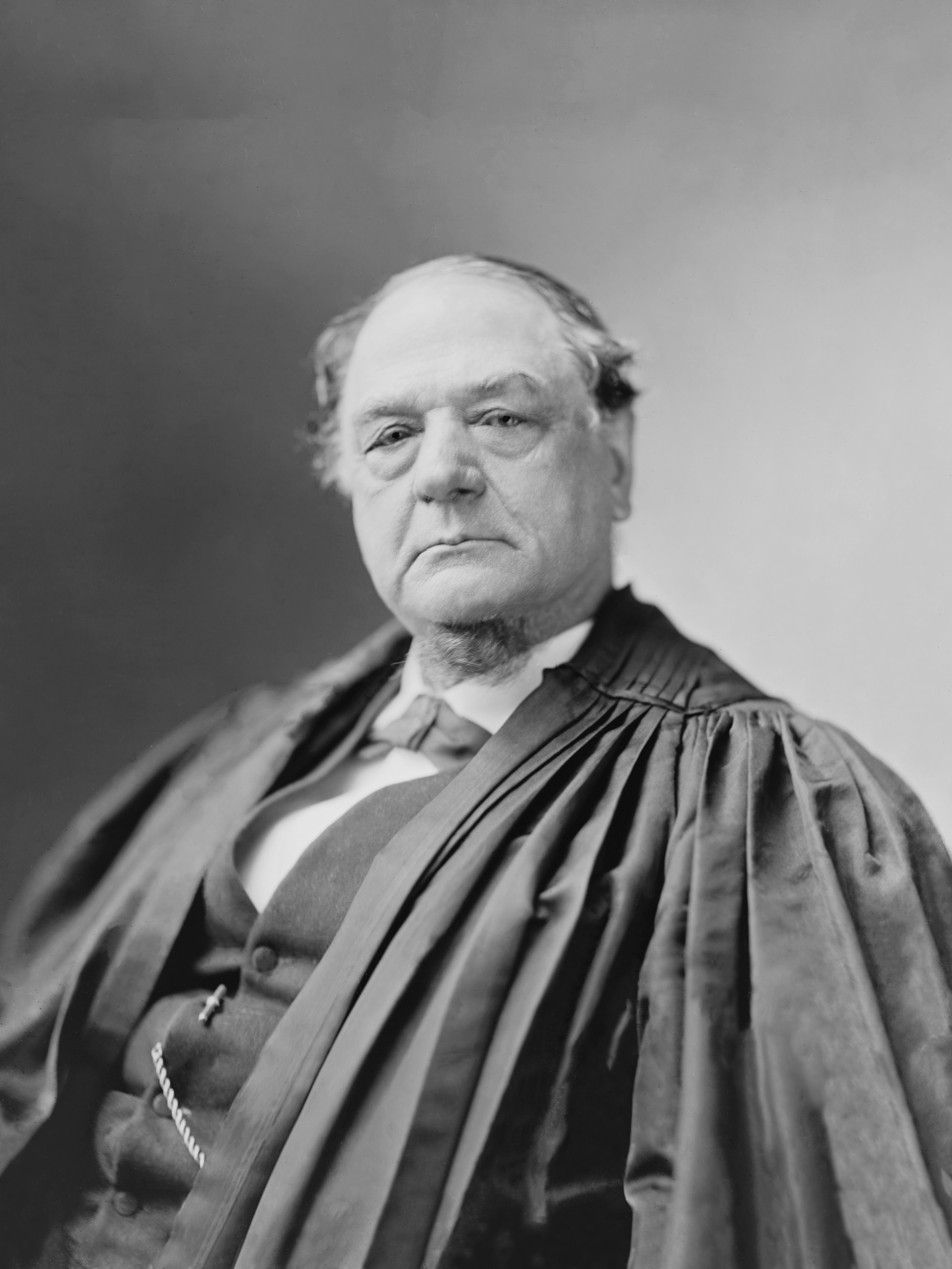
Noah Haynes Swayne

Noah Haynes Swayne (* 7. Dezember 1804 in Culpeper County, Virginia (nach anderen Angaben: Frederick County, Virginia); † 8. Juni 1884 in New York City) war ein US-amerikanischer Jurist und Politiker der Demokratischen Partei sowie der  Republikanischen Partei und der erste Republikaner, der als Richter an den Obersten Gerichtshof der USA (US Supreme Court) berufen wurde.

## Leben
Nach dem Schulbesuch studierte er Rechtswissenschaften und erhielt 1823 erste die anwaltliche Zulassung in Virginia sowie 1824 die Zulassung als Rechtsanwalt in Ohio. 1825 wurde er Staatsanwalt im Coshocton County und bekleidete dieses Amt, bis er 1829 erstmals als Anhänger der von Andrew Jackson geführten Demokraten (Jacksonian Democrats) zum Mitglied in das Repräsentantenhaus von Ohio gewählt wurde.
1830 wurde er von US-Präsident Jackson als Nachfolger von Samuel Herrick zum Bundesstaatsanwalt für den Distrikt von Ohio ernannt. Daneben setzte er seine politische Laufbahn fort und war zunächst von 1834 bis 1836 Mitglied des Stadtrates von Columbus, ehe er 1836 abermals zum Mitglied in das Repräsentantenhaus Ohios gewählt wurde. Durch seine Tätigkeit als Bundesstaatsanwalt pflegte er eine persönliche Freundschaft mit John McLean, einem Richter am US Supreme Court, und trat durch dessen Einfluss nach der Gründung 1854 der Republikanischen Partei bei.
1861 wurde er von US-Präsident Abraham Lincoln als erster Republikaner zum Beigeordneten Richter an den Obersten Gercichtshof der USA berufen und trat sein Richteramt offiziell am 27. Januar 1862 an. Während seiner Zugehörigkeit zum US Supreme Court wirkte er unter anderem an den bedeutenden Entscheidungen zu den Verfahren Texas v. White 1869 sowie Strauder v. West Virginia 1880 mit.
Das Amt des Associate Justice übte er bis zu seinem Rücktritt am 24. Januar 1881 aus, wobei er sich 1864 und 1873 zweimal erfolglos um das Amt des Chief Justice of the United States bewarb. Nach seinem Tod wurde er auf dem Oak Hill Cemetery in Washington, D.C. beigesetzt.
Sein Sohn Wager Swayne war während des Sezessionskrieges Brigadegeneral der US Army und einige Zeit Gouverneur Alabamas.